# Wytatschiw
Wytatschiw (ukrainisch Витачів Witatschiw) ist ein Dorf in der ukrainischen Oblast Kiew mit etwa 800 Einwohnern (2001).

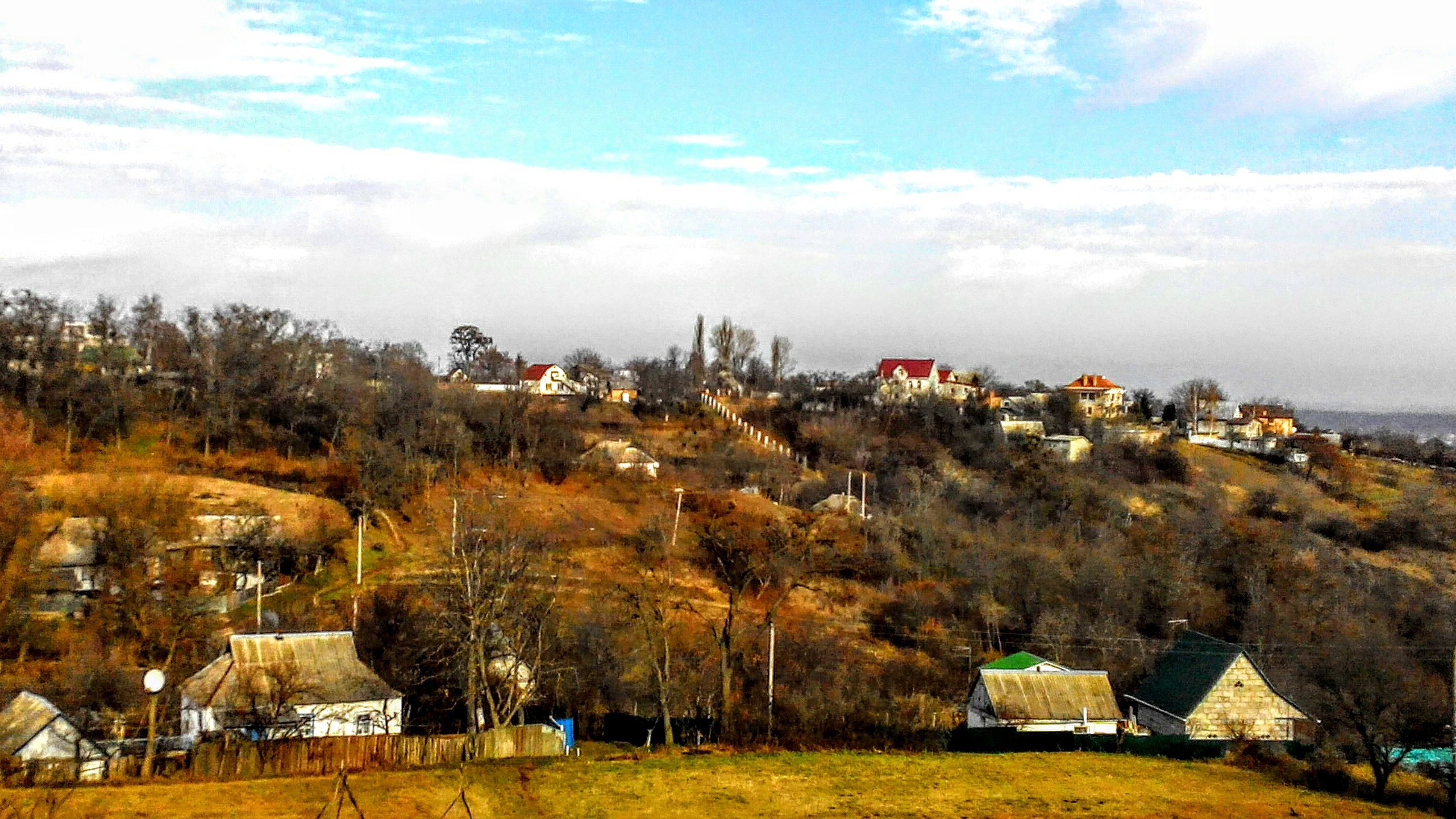
Blick auf den Ort

Das im Jahr 957 gegründete Dorf ist eine der ältesten Siedlungen der Poljanen. Wytatschiw liegt im Rajon Obuchiw am, zum Kaniwer Stausee angestauten Dnepr 21 km östlich vom Rajonzentrum Obuchiw. Nahe dem Dorf verläuft die Regionalstraße P–19. Im Westen grenzt Wytatschiw an das Dorf Chalepja.
Am 12. Juni 2020 wurde das Dorf ein Teil der neugegründeten Stadtgemeinde Ukrajinka, bis dahin bildete es die gleichnamige Landratsgemeinde Wytatschiw (Витачівська сільська рада/Wytatschiwska silska rada) im Osten des Rajons Obuchiw.